# شعله مرموز ملکه لوآنا
شعله مرموز ملکه لوانا (به ایتالیایی: La misteriosa fiamma della regina Loana) پنجمین رمان از نویسنده ایتالیایی، اومبرتو اکو است. این رمان اولین بار به زبان ایتالیایی در سال ۲۰۰۴ منتشر شد و ترجمه ای به زبان انگلیسی توسط جفری براک در بهار ۲۰۰۵ منتشر شد. نام رمان از عنوان آلبوم نسخه ایتالیایی یکی از قسمت‌های کمیک استریپ آمریکایی Tim Tyler's Luck گرفته شده‌است.

## چکیدهٔ داستان
داستان این کتاب مربوط به Yambo (نام کامل: Giambattista Bodoni، درست مانند تایپوگرافی Giambattista Bodoni)، یک فروشنده کتاب عتیقه میلانی ۵۹ ساله است که حافظه اپیزودیک خود را به دلیل سکته مغزی از دست می‌دهد. در ابتدای رمان، او می‌تواند هر آنچه را که تا به حال خوانده‌است به خاطر بیاورد، اما خانواده، گذشته یا حتی نام خود را به یاد نمی‌آورد. یامبو تصمیم می‌گیرد به سولارا، خانه دوران کودکی‌اش، که بخش‌هایی از آن را به دنبال یک تراژدی خانوادگی رها کرده‌است، برود تا ببیند آیا می‌تواند گذشته از دست رفته‌اش را دوباره کشف کند. پس از روزها جستجو در روزنامه‌های قدیمی، صفحات وینیل، کتاب‌ها، مجلات و کتاب‌های کمیک دوران کودکی، او در به دست آوردن خاطرات ناموفق است، اگرچه او داستان نسل خود و جامعه‌ای را که پدر و مادر و پدربزرگ مرده‌اش در آن زندگی می‌کردند، دوباره زنده می‌کند. او که آماده است تا تلاش خود را رها کند، نسخه‌ای از اولین برگه اصلی سال ۱۶۲۳ را در میان کتاب‌های پدربزرگش پیدا می‌کند که شوک آن باعث حادثه دیگری می‌شود و طی آن او خاطرات از دست رفته کودکی خود را دوباره زنده می‌کند؛ بنابراین، بخش پایانی کتاب، کاوشی ادبی دربارهٔ پدیده سنتی است که به موجب آن، زندگی یک فرد در برابر او چشمک می‌زند، در حالی که یامبو در تلاش برای بازیابی تنها خاطره ای است که بیش از همه به دنبال آن است: چهره دختری که از آن زمان عاشقش بوده‌است. او دانشجو بود …

## به فارسی
این رمان را فرزانه کریمی به فارسی ترجمه نموده و برای اولین بار در آبان سال ۱۴۰۲ توسط انتشارات خوب به چاپ رسیده‌است.